# 猫を抱いて象と泳ぐ
『猫を抱いて象と泳ぐ』（ねこをだいてぞうとおよぐ）は、日本の小説家小川洋子による小説である。
2008年7月号から同年9月号まで『文學界』にて連載された。単行本は、2009年1月12日に文藝春秋より刊行された。単行本のカバー作品は、前田昌良による。単行本のデザインは、関口聖司による。文庫版は、2011年7月8日に文春文庫より刊行された。2010年本屋大賞で5位にランクインしている。
著者の小川は、「言葉という不自由なツールに頼らなくても、本当に人と触れ合ったと思える感触が可能だと、チェスを通じて描いてみたんです」と語っている。

## あらすじ
少年は、上唇と下唇がくっついた状態で生まれた。手術で口が開かれ、唇に脛（）の皮膚が移植されたために、唇から産毛が生えており、そのためか少年は寡黙な性格であった。少年は、デパートの象の〈インディラ〉が、成長して大きくなりすぎて、屋上から降りられないまま一生を終えたことを知った。少年は、廃車になったバスの中に住んでいる肥満の男〈マスター〉からチェスを教わり、チェステーブルの下に潜って、猫を抱きながら次の手を考えるというスタイルで、素晴らしい戦いぶりをみせたことから、〈盤上の詩人〉と呼ばれたロシアのチェス選手アレクサンドル・アリョーヒンになぞらえて、〈盤下の詩人〉、〈リトル・アリョーヒン〉と呼ばれるようになる。〈マスター〉が太りすぎて病死すると、少年は、成長して大きくなることを恐れるようになり、海底チェス倶楽部でテーブルチェス盤の下に潜って、アレクサンドル・アリョーヒンを模して作られたからくり人形を操ってチェスを指すようになる。

## 主な登場人物
少年
〈リトル・アリョーヒン〉と呼ばれるチェスプレーヤー。
〈マスター〉
バスの中に住む男。

## 書評
翻訳家の鴻巣友季子は、「温かく、残酷で、哀切甘美な、小川洋子の寓話（）世界の結晶である」と評価している。ライターの川口葉子は、「静かで切なく愛おしい小川洋子の最高傑作」と評価している。編集者の横里隆は、「なんてやさしく美しい文章なのだろう」「僕にとっての還る場所のひとつがこの物語となった。著者の最高傑作だと断言したい」と評価している。